# Selene (Underworld)
Selene je postava z filmové série Underworld. Selene je adoptivní dcerou Victora, druhého nejstaršího upíra na světě a milenkou Michaela Corvina, kterého pomohla proměnit v prvního hybridního jedince lykana a upíra. Ve filmu ji ztvárňuje herečka Kate Beckinsale.

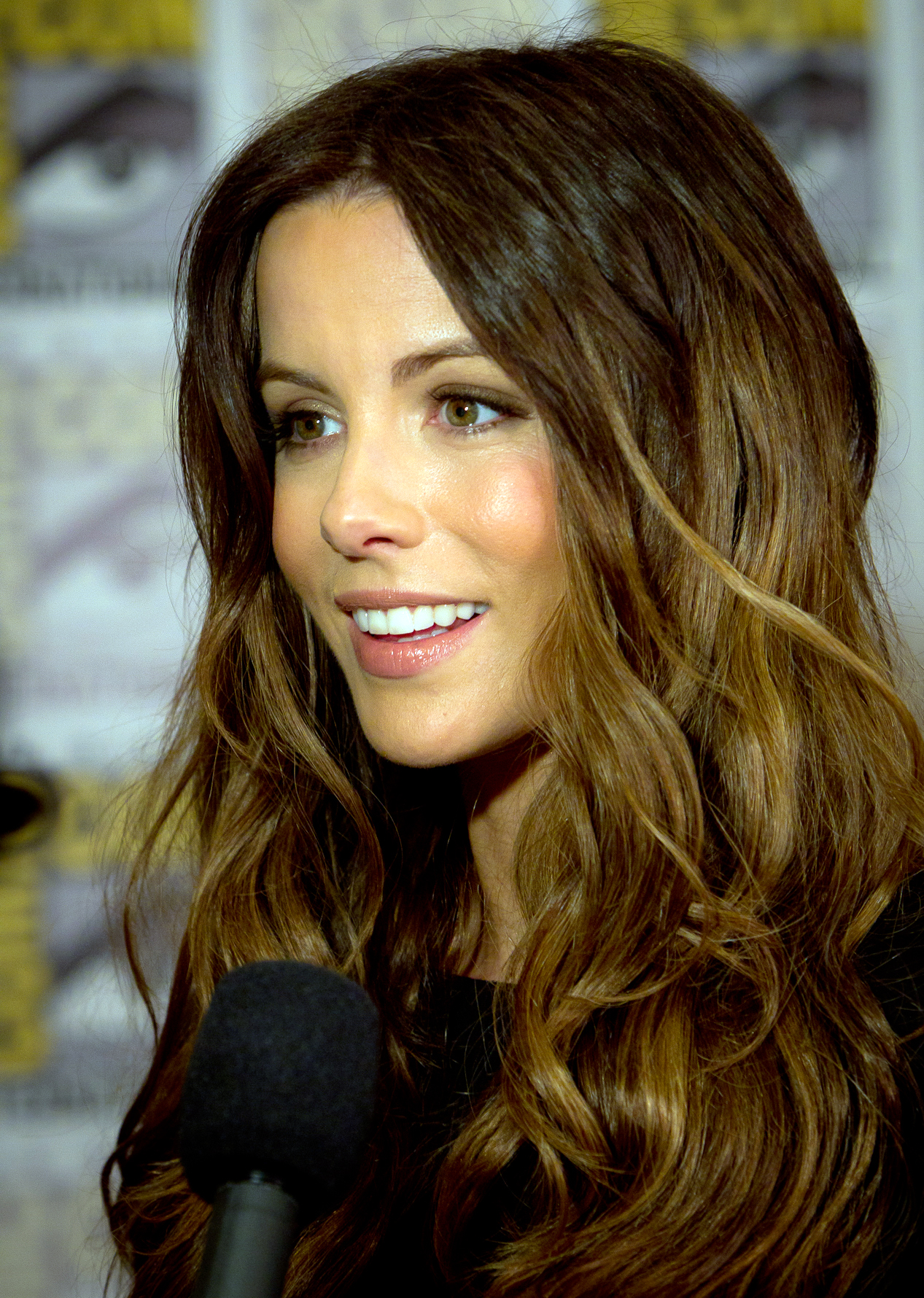
Kate Beckinsale, která ztvárnila postavu Selene

## Vznik
Postava Selene byla vytvořena Kevinem Greviouxem, Lenem Wisemanem a Dannym McBridem
. Podle Kevina Greviouxe je postava Selene založena na hrdince z komiksů společnosti Marvel Comics, která má stejné jméno.
Její jméno je také přejato z antických mýtů, kde se Seléné jmenuje měsíční bohyně, dcera Titánů Hyperiona a Theiy.

## Život
Jak bylo uvedeno v prvním filmu, Selene se narodila do maďarské rodiny. Její otec byl známý kovář a architekt. Když obě jeho dcery byly malé, byl pověřen vytvořením návrhu na vybudování pevnosti pro upíra jménem Victor. Tvrz měla vlastně sloužit jako vězení, určené pro uvěznění prvního Lykana, Williama Corvina, jako trest za jeho krvavé a destruktivní chování, a také proto, aby měl Viktor prvního Upíra Marcuse Corvina pod kontrolou.
Aby zachoval tajemství umístění Williamova vězení, Viktor osobně zabil všechny zúčastněné na výstavbě pevnosti, a každého kdo ji viděl. Té noci, když zabíjel na farmě architekta a jeho rodiny, přišel zabít i Selene, ale zjistil, že nemůže snést pomyšlení, že "by ji vysál do sucha" (jak to popsal Kraven), protože mu připomínala jeho mrtvou dceru Sonju.
Tu noc ji přeměnil na upíra, a napovídal jí, že za masakr její rodiny mohou lykani. To ji vedlo k přesvědčení, že ji Viktor zachránil ze spárů lykanů, a dal jí sílu k vykonání pomsty její rodiny. Selene zůstala z rodiny architekta jediná, která znala umístění pevnosti, ale Viktor si myslel, že byla v době výstavby moc malá na to, aby si pamatovala, kde se pevnost nachází.
V průběhu svého nesmrtelného života se stala Smrtonošem, bojovala proti lykanům aby dosáhla pomsty za zvěrstva, vykonaná na její rodině. Po staletí sloužila Viktorovi, a se slepou oddaností vykonávala jeho rozkazy, protože nevěděla, že jí Viktor zabil celou rodinu a ji nechal žít jen kvůli podobnosti s jeho dcerou.

### Underworld
V prvním filmu je Selene vyslána na misi proti lykanům a zjistí polohu možného lykanského doupěte. Kraven ji ovšem zakáže jít na průzkum, protože se to pro budoucí manželku správce Viktorova sídla nehodí. Selene se i přes jeho zákaz vydá na obhlídku a zjistí, že Lucian, vůdce lykanů, který má být už dávno mrtvý Kravenovou rukou, je naživu a má tajnou dohodu s Kravenem. Také zjistí, že se snaží vytvořit hybrida mezi upírem a lykanem.
Klíčem k vytvoření hybrida je krev Michaela Corvina, posledního lidského potomka Corvinova rodu, ze kterého pochází první Upír a Lykan. Selene Michaela najde a snaží se ho před lykany ukrýt. Lucian ho ovšem najde jako první a kousnutím ho infikuje lykaním virem. Poté se proti předpisům se do sebe Selene s Michaelem zamilují.
V přesvědčení, že jedině on může zničit alianci mezi Kravenem a Lucianem, Selene probudí Viktora z hlubokého spánku. Ten pak zaútočí na doupě lykanů.
Poté, co je Michael střelen Kravenem, ho Selene zachrání tím, že ho infikuje i svou krví. To z něj udělá prvního lykanského hybrida. Pak se Selene od Kravena dozví pravdu o Viktorovi a během zápasu mu rozsekne hlavu. Také od Luciana získá Sonjin přívěsek.

### Underworld: Evolution
Na začátku druhého filmu jsou Selene a Michael na útěku před Marcem, který se díky krvi lykanského vědce, která ho proudila, stal prvním upírským hybridem. Marcus chce zjistit polohu pevnosti, kde je ukrytý jeho bratr Williama osvobodit ho.
Na útěku před Marcusem Michael a Selene svůj vztah prohloubí sexuálním soužitím. Selene si také vzpomene, kde viděla Sonjin přívěsek a proč ho Marcus chce. Rozhodne se navštívit Andrea Tannise, který býval Viktorovým dvorním historikem, než byl uvězněn.
U Tannise zjistí, že obchodoval s Lucianem a neznámým zámožným mužem, kterým je nakonec otec Marcuse a Williama, Alexander Corvinus. Alexander je prvním nesmrtelným, který ovšem nemá (kromě nesmrtelnosti), žádné nadpřirozené schopnosti. Na Alexandrově lodi Selene při rozhovoru s ním vyruší Marcus, který při boji zabije Michaela i svého otce. Když se Marcus dostane k Selene, napije se její krve, aby zjistil kde se ukrývá pevnost, a odlétne. Umírající Alexander nabídne Selene svou krev se slovy, že "se stane budoucností".
Selene odlétá vrtulníkem s Alexandrovými žoldnéři k pevnosti, aby zabránila vypuštění Williama z vězení. Nicméně přijde pozdě a je nucena bojovat s Marcusem a Williamem. Mezitím Michael vstane z mrtvých a připojí se do boje. Michael při zápasu roztrhne lebku Williama vedví a Selene, s novou silou, zabije Marcuse. Po boji Selene zjišťuje, že Alexandrova krev jí dovoluje zůstat ve dne na slunečním svitu a nespálit se.

### Underworld: Awakening
Na začátku čtvrtého filmu se Selene s Michaelem ocitají v době, kdy lidstvo odhalilo existenci upírů i lykanů, a snaží se je vymýtit. Ona a Michael se snaží utéct, ale jsou při pokusu o útěk napadeni.
Selene se poté probírá zmražená v boxu v laboratoři a uniká. Zjistí, že spala v chladicím tanku 20 let a Michael je pravděpodobně mrtvý. Má záblesky očima jiného stvoření. Tím stvořením, jak se později ukáže, je její hybridní dcera Eve. Eve se Selene narodila během pobytu v laboratoři, a i když Selene "zaspala" dobu jejího narození, vytvoří si se svou dcerou silné pouto.
Pronásledováni lykany za pomoci upíra Davida unikají z města pryč, do tajného doupěte upírů přeživších čistku. V doupěti je ovšem vystopují lykani, kteří sice mají být na pokraji vyhynutí, ale zaútočí s nebývalou silou. Odvlečou Eve pryč a vyvraždí skoro všechny upíry v doupěti. David během boje umírá, ale Selene ho za jeho odvahu a ochotu pomoci Eve znovu oživí svou jedinečnou krví.
Poté se Selene, za pomoci detektiva Sebastiana, který navzdory všeobecnému mínění nevěří, že lykani jsou na pokraji vyhynutí, vydá na odvetnou výpravu za osvobození své dcery. Tu totiž lykani unesli, protože její krev je důležitá pro lykanskou nenucenost transformace za úplňku.
Selene se vrátí do laboratoří odkud prchla, protože zjistí, že se zde skrývá hlavní základna lykanů. Za pomoci detektiva Sebastiana a Davida svou dceru osvobodí a "vyčistí" laboratoře od lykanů.
Během bojů najde další mrazicí tank a zjistí, že zde ukrývali hibernujícího Michaela. Selene ho osvobodí a Michael uniká.